# Neophyllotocus cuspis
Neophyllotocus cuspis är en skalbaggsart som beskrevs av Britton 1959. Neophyllotocus cuspis ingår i släktet Neophyllotocus och familjen Melolonthidae. Inga underarter finns listade i Catalogue of Life.